# Dolmen von Sénévaut
Der Dolmen von Sénévaut (auch Dolmen de Senneveau oder Sénévault genannt) liegt in Senneveau, südlich der D 20 und nördlich von Ciron, bei Châteauroux im Département Indre in Frankreich. Dolmen ist in Frankreich der Oberbegriff für neolithische Megalithanlagen aller Art (siehe: französische Nomenklatur).
Der Dolmen wurde im 19. Jahrhundert vom Abbe Voisin, dem Pfarrer von Douadic entdeckt. Der kleine, unregelmäßig ovale Deckstein aus Sandstein hat einen Durchmesser von etwa 2,8 × 2,45 m und ist gut sichtbar, während die drei Tragsteine fast begraben sind. Die Beschreibung der historischen Denkmäler von 1889 erwähnt fälschlicherweise einen Dolmen und einen Cromlech, da der Kreis, der den Dolmen umgibt, natürlichen Ursprungs ist. In der Umgebung liegen die Reste von acht Steinen, die wahrscheinlich Steine des Cromlech sind.